# MC Ren
Lorenzo Jerald Patterson (n. 14 iunie 1969), cunoscut după numele de scenă MC Ren, este un rapper american din Compton, California. El este fondatorul și proprietarul casei de discuri Villain Entertainment.

## Legături externe
- MC Ren la AllMusic
- MC Ren la Internet Movie Database